# Ordem de batalha do Exército Brasileiro na Primeira República
A ordem de batalha do Exército Brasileiro na Primeira República (1889–1930) foi composta pela primeira vez de regimentos de infantaria, brigadas, divisões e regiões militares permanentes. Essa estrutura orgânica inspirada nos exércitos mais modernos substituiu a cadeia de comando rudimentar herdada do Exército Imperial Brasileiro, com numerosos regimentos e batalhões dispersos sem comandos superiores. Criada em meio a reformas militares mais amplas no Brasil, a ordem de batalha “no papel” nem sempre correspondia à realidade devido aos recursos limitados do Exército, com unidades não constituídas, ou com efetivos nominais inferiores aos reais.
Ao início da República, o Exército organizava brigadas e divisões somente para divisões de guerra. Havia uma organização territorial rudimentar, os “Comandos das Armas”, substituídos em 1891 pelos “Distritos Militares”. A “Reforma Hermes”, em 1908, agrupou os batalhões de infantaria em regimentos, e estes, em cinco “Brigadas Estratégicas”, que eram comandos de armas combinadas com estrutura semelhante a uma divisão. Parte dos regimentos de cavalaria foram agrupados em brigadas, e os Distritos Militares foram substituídos por cinco “Regiões de Inspeção Permanente”. As regiões sem forças estratégicas eram guarnecidas por unidades independentes como batalhões e companhias de caçadores. Em 1915 as Regiões de Inspeção Permanente foram substituídas por Regiões Militares, e as Brigadas Estratégicas, por “Divisões de Exército”, com brigadas de infantaria e artilharia subordinadas. Na última grande reorganização, em 1921, as Divisões de Exército tornaram-se Divisões de Infantaria, enquanto as Brigadas de Cavalaria tornaram-se divisões. As divisões permaneceram como as principais grandes unidades do Exército até as reformas dos anos 1970.

## Contexto

### Reformas no Exército Brasileiro
Em 1889 o Exército tinha 15.000 homens, podendo expandir a 30.000 se necessário. 35% das forças estavam no Rio Grande do Sul, região de fronteira, 10% no Rio de Janeiro (capital) e 5% em Mato Grosso, também fronteiriço. Essa distribuição de forças, representando uma missão dupla de defesa externa (especialmente visando a Argentina) e manutenção da ordem interna, manteve-se na República. O efetivo legal foi fixado em 24.877 homens pelo primeiro governo republicano, mas era normal que o efetivo real fosse menor, especialmente de praças. No modelo de serviço militar herdado do Império, não havia reservas e a mobilização rápida de grandes contigentes era difícil. O desempenho dessa força em campanhas como Canudos (1896–1897) e o Contestado (1912–1916) foi sofrível. O oficialato estava ciente do atraso do Exército, seu baixo orçamento, instalações e armamentos deficientes e despreparo profissional do efetivo, criando um consenso no Alto Comando da necessidade de reformas.
Em processos análogos a exércitos como o chileno e argentino, no início do século XX o Exército Brasileiro reorganizou o Estado-Maior do Exército, adquiriu novos armamentos, implementou o serviço militar obrigatório através da Lei do Sorteio, tornou regular a instrução e adestramento da tropa e profissionalizou a formação dos oficiais na Escola Militar do Realengo. As mudanças foram implementadas por administrações sucessivas no Ministério da Guerra, facilitadas pela repercussão da Primeira Guerra Mundial e impulsionadas pelos Jovens Turcos, oficiais reformistas que estagiaram no Império Alemão, e depois pela Missão Militar Francesa.
Em meio a essas reformas estava a criação de uma estrutura orgânica moderna, que era uma das carências constatadas em Canudos. Um grande projeto de reorganização do Exército foi elaborado pelo ministro da Guerra João Nepomuceno de Medeiros Mallet em 1901 e posto em prática, nas suas linhas gerais, pela “Reforma Hermes” de 1908. As próximas grandes reorganizações da ordem de batalha foram em 1915 e 1921, respectivamente nas administrações de José Caetano de Faria e Pandiá Calógeras no Ministério da Guerra; esta última reforma foi sob influência da Missão Militar Francesa. A força a organizar crescia: após a Primeira Guerra Mundial e a implementação do serviço militar obrigatório em 1916, a expansão do efetivo foi contínua. Segundo dados do ministro da Guerra Eurico Gaspar Dutra em 1941, o efetivo real do Exército chegou a 30 mil homens em 1920 e 50 mil em 1930.

### Comparação com outros países

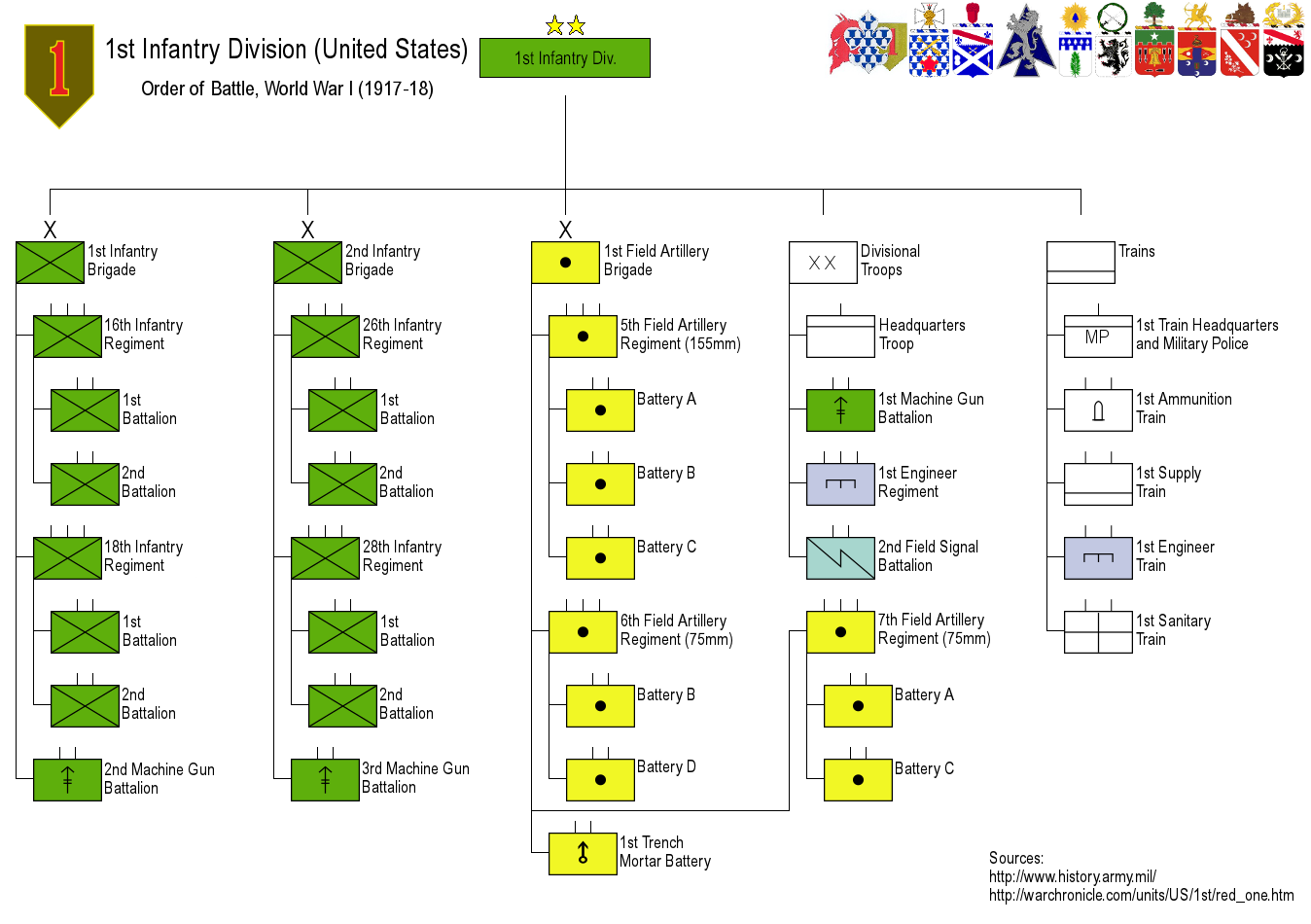
Organização da 1ª Divisão de Infantaria Americana na Primeira Guerra

Na primeira metade do século XX a maioria dos exércitos ocidentais organizava suas forças em regimentos e divisões de infantaria e cavalaria. O batalhão de infantaria era unidade tática básica e tinha 800 a  1 000 homens. Alguns batalhões de infantaria ligeira ("caçadores") eram independentes e comandandos por tenentes-coronéis. Os demais, pelo sistema “continental", eram comandados por majores e agrupados em três ou quatro num regimento, que tinha 3–4.000 homens e era comandado por um coronel. Os regimentos da cavalaria eram equivalentes aos batalhões de infantaria, com 500 a 800 homens. Os regimentos de artilharia tinham dois a três “grupos”, “batalhões” ou “brigadas”, cada qual com duas a quatro baterias de quatro a seis bocas de fogo.
Dois regimentos de infantaria formavam uma brigada, de 4–6.000 homens, e cada divisão tinha duas ou três brigadas. A organização de duas brigadas com dois regimentos cada é dita quaternária ou quadrangular. A divisão tinha também um regimento ou esquadrão de cavalaria e unidades de artilharia, engenharia e apoio logístico, sendo assim a “grande unidade” básica com autonomia de operação, ao contrário da brigada, que tinha tamanho considerável mas unidades de uma arma só, sem o apoio necessário para ter autonomia. As divisões na Primeira Guerra Mundial tinham 12 a 16 batalhões de infantaria e de 15 mil homens, como nos exércitos francês e austríaco no início da guerra, a mais de 27 mil, como no Exército americano ao seu final. A divisão de cavalaria tinha um terço a metade do efetivo da divisão de infantaria (4.500 homens nos exércitos francês e russos a 9.269 no britânico), pois seus regimentos também eram menores. No período entreguerras a cadeia de comando foi encurtada pela abolição do escalão brigada, com três regimentos (organização ternária) sob a divisão. Com três batalhões cada, a divisão encolheu a nove batalhões de infantaria.
No Brasil a organização era rudimentar ao início da República, com unidades de nível batalhão dispersas pelo território nacional. Brigadas e divisões só eram constituídas em tempos de guerra. As unidades existentes eram pequenas: batalhões de infantaria com 425 praças, regimentos de cavalaria com 405, regimentos de artilharia de campanha um pouco menores, batalhões de artilharia de posição com 329 praças e batalhões de engenharia com 392. Anteriormente o Exército Imperial tinha efetivos em “pé de paz” e “pé de guerra”, mas em dezembro de 1889 um único efetivo foi fixado, próximo ao “pé de paz” imperial.

## Regimentos de infantaria

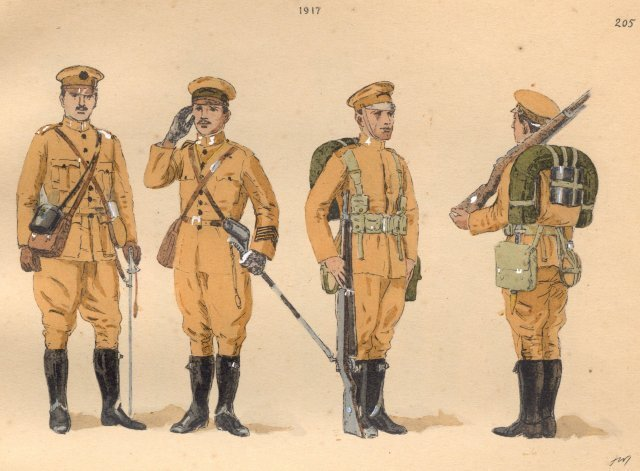
Uniformes de infantaria em 1917

O Brasil Reino teve regimentos de infantaria, mas desde a Regência o país tinha apenas um grande número de “exíguos batalhões”, cujo número chegava a 40 em 1898, cada qual com quatro companhias. A reorganização de 1908 tornou o regimento a unidade básica da arma de infantaria. Os batalhões foram numerados de 1º a 45º, agrupados em 15 regimentos de três batalhões cada. Cada batalhão tinha três companhias.
Fora dos regimentos, a infantaria foi organizada em 12 batalhões de caçadores, numerados de 46º a 57º, e 13 companhias de caçadores. A lei distinguiu entre os batalhões “de linha”, dentro dos regimentos, e os batalhões de caçadores, mas desde a Guerra do Paraguai a forma de combate era mesma. Os regimentos 13º ao 15º foram dissolvidos em 1917 e seus batalhões tornados de caçadores, que passaram a ser numerados do 37º ao 57º. Em 1919 cada regimento passou a simplesmente ter 1º, 2º e 3º batalhões, sem continuidade de numeração de um regimento a outro. Enquanto isso, a numeração dos batalhões de caçadores tornou-se independente, retornando a uma tradição brasileira. Também pertenciam à infantaria as cinco companhias de metralhadoras criadas em 1908, cada qual com três seções de três metralhadoras.
A reforma de 1921 incorporou aos regimentos as novidades da Primeira Guerra Mundial, principalmente a proliferação das armas automáticas. As companhias de metralhadoras foram extintas, pois agora cada uma das novas células táticas, os grupos de combate (GCs) de cerca de 15 homens, tinha uma arma automática própria, o fuzil-metralhador. Dois GCs, ou quatro em tempo de guerra, formavam um pelotão. Os sargentos liderariam os GCs, aumentando seu efetivo e responsabilidades. Outra mudança foi a criação de companhias “extranumerárias”, compostas do pessoal administrativo e de apoio ao comando. Anteriormente elas seriam chamadas de “estado-menor”, mas a necessidade de técnicos e especialistas era maior. A companhia extranumerária seria chamada de companhia de comando na terminologia atual. O regimento tinha também uma companhia de metralhadoras pesadas.
O regimento de 1908 era pequeno por padrões europeus, com pouco mais de 500 homens e batalhões de menos de 200 homens. Na Guerra do Contestado alguns desses regimentos tiveram dificuldade para mobilizar uma única companhia para a campanha. Em 1921 o efetivo nominal de um batalhão de caçadores era de 516 militares, contra 386 num batalhão de infantaria dentro de um regimento. O regimento, por sua vez, já tinha 1.363. Entretanto, a condição do 8º Regimento de Infantaria no período de 1928–30 ilustra a aplicação na prática do sistema dos regimentos. Tinha apenas dois batalhões, o 2º na sede e o 1º a sete horas de distância de trem, com vida autônoma e alheia à sede. O 2º batalhão tinha apenas duas companhias, uma companhia de metralhadoras pesadas e uma companhia extranumerária. O quartel na sede tinha apenas 490 homens. O então tenente-coronel Estevão Leitão de Carvalho, nomeado comandante, não descreveu como anormal a situação do regimento que encontrou. Os efêmeros 14º e 15º RIs foram constituídos com efetivo de dois batalhões.
Os regimentos de infantaria perduraram até os anos 70, quando foram dissolvidos e seus batalhões subordinados diretamente às novas brigadas criadas; à época, nos anos 60, apenas um dos regimentos de infantaria estava completo.

## Grandes unidades

### Sistema de brigadas

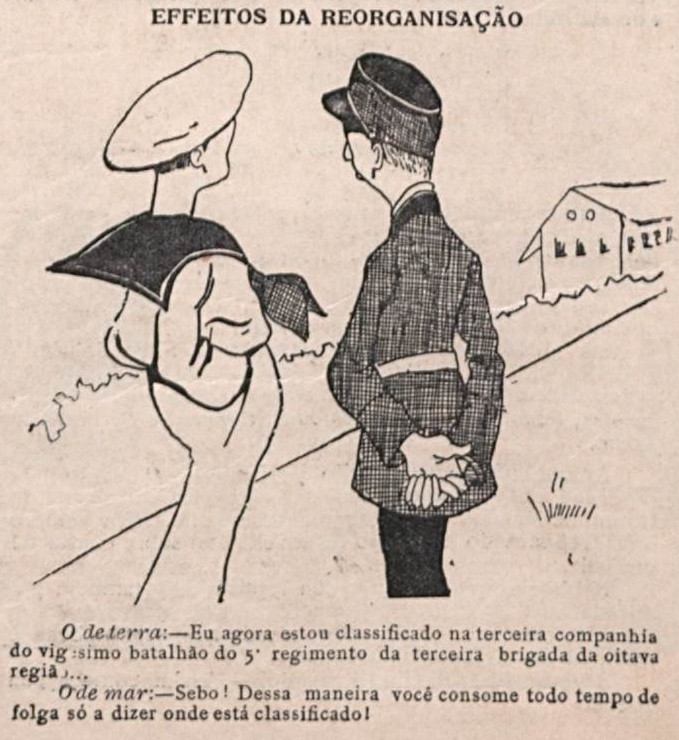
Sátira na revista O Malho sobre a estrutura criada com a Reforma Hermes

Em 1888 o Exército Imperial havia constituído três brigadas, mas os comandos de brigada foram abolidos em 1891. As brigadas retornaram em 1908 numa estrutura mais complexa que qualquer organização anterior. A Reforma Hermes criou cinco “Brigadas Estratégicas”, três Brigadas de Cavalaria e uma brigada mista provisória. As regiões sem forças estratégicas eram guarnecidas por organizações sem brigada: as unidades de caçadores, três regimentos de cavalaria independente, dois grupos de artilharia de montanha e batalhões e baterias de artilharia de posição instalados nas fortificações.
Tanto a Brigada Estratégica quanto a brigada de cavalaria eram ternárias, com três regimentos, que no caso da Brigada Estratégica eram de infantaria. A Brigada Estratégica era o maior escalão permanente. Ela era uma estrutura de armas combinadas. Além da infantaria (os regimentos e uma companhia de metralhadoras), ela contava com um pequeno regimento de cavalaria, com dois esquadrões, equivalentes às companhias da infantaria. Seu apoio de fogo era fornecido por uma bateria de obuses e um regimento de artilharia montada com três grupos, equivalentes aos batalhões da infantaria, intermediando o regimento e as baterias; este escalão era uma novidade. Havia também apoio de engenharia e logístico. As Brigadas de Cavalaria, menores e mais simples, cobriam a fronteira argentina no Rio Grande do Sul; cada uma tinha regimentos de cavalaria maiores, com quatro esquadrões, e um grupo de artilharia a cavalo.
A estrutura criada pela Reforma Hermes era ambiciosa e complexa demais para os efetivos que o Brasil conseguia recrutar. Como as várias reformas que a sucederam, ela teve muito de ficção. Muitas unidades não foram constituídas, ou tinham efetivo abaixo do previsto. A 2ª Brigada Estratégica, que lutou na Guerra do Contestado, tinha 4 mil homens. Na campanha, a brigada revelou-se difícil de ser subdividida. A Brigada Estratégica era “complicada e malvista”. Era diretamente subordinada ao Ministério da Guerra, com as demais unidades respondendo às inspetorias regionais, mas isso resultou em sobreposições hierárquicas. Editores do periódico A Defesa Nacional achavam ridículo manter Brigadas Estratégicas e regimentos que existiam mais no papel do que em campo.

### Sistema divisionário

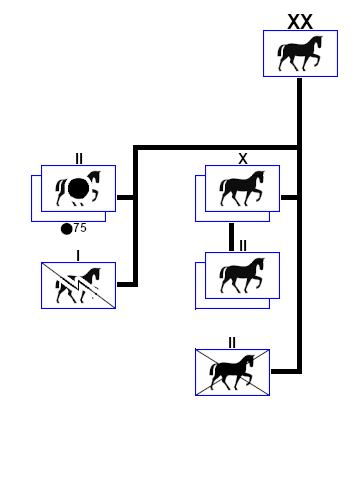
Organização de uma divisão de cavalaria em 1921

A Brigada Estratégica era “pesada” para uma brigada, com estrutura mais próxima a uma divisão. Reconhecendo essa situação, a  “Remodelação do Exército Nacional” de 1915 transformou-as em “Divisões de Exército”. Esta nova estrutura era quaternária, com duas brigadas de dois regimentos de infantaria cada. Essas brigadas não tinham autonomia, pois eram compostas apenas de infantaria. Os batalhões de caçadores não eram mais estritamente regionais e poderiam integrar as divisões; três deles juntos poderiam fazer as vezes de um regimento. A artilharia foi expandida a dois regimentos de artilharia montada, com dois grupos cada, e um grupo de obuses, todos agrupados numa brigada de artilharia.
Nessa reforma o ministro Caetano de Faria pensava nos reservistas. As unidades permaneceriam em tempo de guerra, substituindo os indivíduos à medida que fosse necessário, como fizeram os japoneses, vencedores na Guerra Russo-Japonesa. A realidade brasileira era mais perto do modelo dos russos, constituindo novas unidades com os reservistas. No início de 1919 apenas a 3ª e 5ª divisões, no Distrito Federal e Rio Grande do Sul, existiam de fato; as demais eram “regimentos e batalhões mais ou menos independentes espalhados por grandes distâncias”.
Por fim, em 1921 as Divisões de Exército tornaram-se Divisões de Infantaria, com a mesma organização quaternária. Já as Brigadas de Cavalaria tornaram-se divisões, cada qual com duas brigadas de dois regimentos, além de um batalhão de infantaria montada. Os regimentos de cavalaria possuíam quatro esquadrões e, como na infantaria, adotaram os grupos de combate. Em Mato Grosso havia uma brigada mista, com batalhões de caçadores e regimentos de cavalaria.
Por influência francesa, a Divisão de Infantaria tinha previsto um forte complemento de artilharia. Embora apropriada a uma guerra de trincheiras europeia, travada por Estados industrializados e com densas malhas ferroviárias, esta organização não seria ideal para a vastidão do território brasileiro e a precariedade das estradas, que sugeriam unidades mais leves e móveis. Com a experiência posterior da Revolução Constitucionalista de 1932, o general Francisco Ramos de Andrade Neves avaliou essa organização como muito pesada. A brigada de artilharia de 1921 teria dois regimentos de artilharia montada, um regimento de artilharia pesada e um grupo de artilharia de montanha, somando 116 bocas de fogo, mas esse poderio nunca foi conseguido; os regimentos de artilharia pesada não foram organizados, e das cinco brigadas, três tiveram apenas um regimento montado e um grupo de montanha. A novidade na reforma de 1921 era a previsão de diversas esquadrilhas da nova Aviação do Exército dentro das divisões, mas somente no Rio Grande do Sul elas chegaram a ser criadas, e mesmo assim de forma efêmera, existindo de 1922 a 1928.
Brigadas e divisões permanecem em uso no século XXI, embora de forma diferente. A partir de 1938 as brigadas de infantaria foram eliminadas, com as divisões de infantaria tornando-se ternárias. Infantaria e cavalaria retornaram à brigada nos anos 70, quando tornou-se a principal unidade, com unidades de apoio e autonomia de operação. As divisões de cavalaria tornaram-se brigadas, e as de infantaria, Divisões de Exército, meramente agrupando um número variável de brigadas.
| Organização das grandes unidades de infantaria | | |
| Brigada Estratégica (1908) | Divisão de Exército (1915) | Divisão de Infantaria (1921) |
| --- | --- | --- |
| 3 regimentos de infantaria - 3 batalhões de infantaria Companhia de metralhadoras Regimento de cavalaria Regimento de artilharia montada Bateria de obuseiros Batalhão de engenharia Pelotão de estafetas Esquadrão de trem Parque de artilharia 3 colunas de munição Comboio administrativo 3 ambulâncias de brigada Equipagem de pontes Equipagem de telégrafos Depósito de remonta móvel Na mobilização: - 2–3 companhias de caçadores | 2 brigadas de infantaria - 2 regimentos de infantaria - Companhia de metralhadoras Brigada de artilharia - 2 regimentos de artilharia montada - Grupo de obuses de campanha Regimento de cavalaria Batalhão de engenharia Corpo de trem Na mobilização: - Companhia de administração | 2 brigadas de infantaria - 2 regimentos de infantaria Brigada de artilharia - 2 regimentos de artilharia montada - Regimento de artilharia pesada - Grupo de artilharia de montanha Regimento de cavalaria Batalhão de engenharia Esquadrilha de observação |

| Localização das grandes unidades de infantaria                                                     |                                                                                              |                                                                                                |                                                                                                 |
| Brigadas Estratégicas (1908)                                                                       | Divisões de Exército (1915)                                                                  | Divisões de Exército (1919)                                                                    | Divisões de Infantaria (1921)                                                                   |
| -------------------------------------------------------------------------------------------------- | -------------------------------------------------------------------------------------------- | ---------------------------------------------------------------------------------------------- | ----------------------------------------------------------------------------------------------- |
| 1ª: Rio de Janeiro, DF 2ª: Curitiba, PR 3ª: Santa Maria, RS 4ª: São Gabriel, RS 5ª: Aquidauana, MT | 1ª: Recife, PE 2ª: Niterói, RJ 3ª: Rio de Janeiro, DF 4ª: São Paulo, SP 5ª: Porto Alegre, RS | 1ª: Rio de Janeiro, DF 2ª: São Paulo, SP 3ª: Porto Alegre, RS 4ª: Niterói, RJ 5ª: Curitiba, PR | 1ª: Rio de Janeiro, DF 2ª: São Paulo, SP 3ª: Porto Alegre, RS 4ª: Juiz de Fora, MG 5ª: Curitiba |

## Divisão territorial

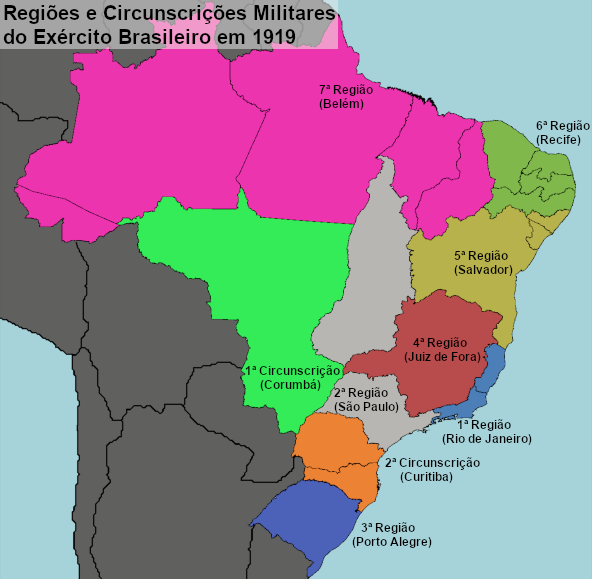
Regiões militares em 1919

Algumas províncias do Império tinham “comandos das armas” responsáveis pela tropa e instalações como fortificações e arsenais. Elas precisavam do aval dos chefes dos Executivos provinciais para as decisões administrativas. O sistema era decentralizado e as guarnições tinham pouca coordenação entre si. A função dos comandos era de divisões territoriais de inspeção. Em 1891 isso deu lugar a comandos de tropa propriamente ditos, com a divisão do território nacional em sete distritos militares. Imitava-se o sistema divisionário europeu, com cada distrito podendo ser comandado por um general-de-divisão. Os sete distritos eram subordinados ao Ministério da Guerra, sem a interferência civil. Os critérios da reorganização eram inéditos, como a operacionalidade e viabilidade tática.
Com mau funcionamento e inadequadas ao serviço militar obrigatório, os distritos foram extintos em 1908 e surgiram 21 regiões de alistamento nos estados e 13 inspeções permanentes subordinadas ao Ministério da Guerra. As treze regiões de inspeção continuavam sendo análogas às divisões, tendo também as atribuições de preencher os claros e realizar o adestramento. Em 1915 o território foi novamente redistribuído, dessa vez em regiões militares. Eram responsáveis por todas as unidades existentes em seu território que não estivessem explicitamente sob outra autoridade. Algumas forças estavam abaixo não das regiões, mas de circunscrições militares. Enquanto a região era comandada por um general de divisão, a circunscrição tinha um general de brigada. A 6ª e 7ª regiões, compostas somente de alguns batalhões de caçadores, estavam sob coronéis. As regiões militares permanecem em uso no presente, com novas criações e mudanças de arranjo territorial.
Acima das regiões havia inspetorias de grupos de regiões, sem, porém, exercer comando. Duas foram criadas em 1921, a primeira no Recife e a segunda em Porto Alegre, mas em 1927 tiveram suas sedes transferidas ao Rio de Janeiro.
| Distritos militares (1891) |
| --- |
| 1º: Amazonas, Pará, Maranhão e Piauí (sede: Belém) 2º: Ceará, Rio Grande do Norte, Paraíba e Pernambuco (sede: Recife) 3º: Bahia, Sergipe e Alagoas (sede: Salvador) 4º: São Paulo, Minas Gerais e Goiás (sede: São Paulo) 5º: Paraná e Santa Catarina (sede: Curitiba) 6º: Rio Grande do Sul 7º: Mato Grosso A guarnição da capital federal, Rio de Janeiro e Espírito Santo estava subordinada ao ajudante general do Exército. |

| Regiões de inspeção permanente(1908) |
| --- |
| 1º: Amazonas e Acre (sede: Manaus) 2º: Pará e Aricari (sede: Belém) 3º: Maranhão e Piauí (sede: Santa Cruz) 4º: Ceará e Rio Grande do Norte (sede: Fortaleza) 5º: Paraíba e Pernambuco (sede: Recife) 6º: Alagoas e Sergipe (sede: Maceió) 7º: Bahia e Espírito Santo (sede: Salvador) 8º: Rio de Janeiro e Minas Gerais (sede: Niterói) 9º: Distrito Federal (sede: Rio de Janeiro) 10º: São Paulo e Goiás (sede: São Paulo) 11º: Paraná e Santa Catarina (sede: Curitiba) 12º: Rio Grande do Sul (sede: Porto Alegre) 13º: Mato Grosso (sede: Corumbá) |

| Regiões Militares | |
| 1915 | 1919 |
| --- | --- |
| 1ª: Acre, Purus, Juruá, Amazonas, Pará, Maranhão e Piauí (sede: Belém) 2ª: Ceará, Rio Grande do Norte, Paraíba, Pernambuco e Alagoas (sede: Recife) 3ª: Sergipe e Bahia (sede: Salvador) 4ª: Espírito Santo, Rio de Janeiro e Minas Gerais (sede: Niterói) 5ª: Distrito Federal 6ª: Mato Grosso, Goiás, São Paulo, Paraná e Santa Catarina (sede: São Paulo) 7ª: Rio Grande do Sul (sede: Porto Alegre) | 1ª: Distrito Federal, Rio de Janeiro e Espírito Santo (sede: Rio de Janeiro) 2ª: São Paulo e Goiás (sede: São Paulo) 3ª: Rio Grande do Sul (sede: Porto Alegre) 4ª: Minas Gerais (sede: Juiz de Fora) 5ª: Bahia, Sergipe e Alagoas (sede: Salvador) 6ª: Pernambuco, Paraíba, Rio Grande do Norte e Ceará (sede: Recife) 7ª: Piauí, Maranhão, Pará, Amazonas e Acre (sede: Belém) 1ª Circunscrição: Mato Grosso (sede: Corumbá) 2ª Circunscrição: Paraná e Santa Catarina (sede: Curitiba) |

## Organização detalhada

### 1889
Não incluindo escolas, arsenais, laboratórios, fábricas, hospitais, inspetorias, depósitos militares e de pólvora, auditorias, colônias militares e presídios.
| Guarnição do Exército da Corte e do Rio de Janeiro |
| --- |
| 1ª Brigada do Exército (São Cristóvão) - 1º Regimento de Cavalaria (São Cristóvão) - 2º Regimento de Artilharia de Campanha (São Cristóvão) - 1º Batalhão de Engenharia (Praia Vermelha, depois Realengo) 2ª Brigada do Exército (QG do Exército) - 1º Batalhão de Infantaria (QG do Exército) - 7º Batalhão de Infantaria (Mosteiro de São Bento) - 10º Batalhão de Infantaria (QG do Exército) 22º Batalhão de Infantaria (Transferido para o Amazonas antes de 15 de novembro) 23º Batalhão de Infantaria (Transferido para Ouro Preto antes de 15 de novembro) 24º Batalhão de Infantaria (Ilha do Bom Jesus) 1º Regimento de Artilharia a Pé (Fortaleza de São João) Fortificações de Santa Cruz, São João, Lage, Praia de Fora, do Pico e Gragoatá |

| Comando das Armas da Província do Rio Grande do Sul |
| --- |
| 3º Batalhão de Infantaria (Rio Grande) 4º Batalhão de Infantaria (São Gabriel) 6º Batalhão de Infantaria (Uruguaiana) 12º Batalhão de Infantaria (Rio Grande) 18º Batalhão de Infantaria (Alegrete) 28º Batalhão de Infantaria (Rio Pardo) 29º Batalhão de Infantaria (Pelotas) 30º Batalhão de Infantaria (Porto Alegre) 2º Regimento de Cavalaria (Jaguarão) 3º Regimento de Cavalaria (São Borja) 4º Regimento de Cavalaria (Livramento) 5º Regimento de Cavalaria (Bagé) 6º Regimento de Cavalaria (Jaguarão) 1º Regimento de Artilharia de Campanha (São Gabriel) 4º Regimento de Artilharia de Campanha (Bagé) 3º Regimento de Artilharia a Pé (Rio Grande) 2º Batalhão de Engenharia (Cachoeira) Corpo de Transportes (Saicã) |

| Comando das Armas da Província do Mato Grosso |
| --- |
| 8º Batalhão de Infantaria (Cuiabá) 19º Batalhão de Infantaria (Cáceres) 21º Batalhão de Infantaria (Cuiabá) 7º Regimento de Cavalaria (Nioaque) 2º Regimento de Artilharia a Pé (Corumbá) Fortificações de Coimbra e Duque de Caxias (Corumbá) |

| Comando das Armas da Província de Pernambuco |
| --- |
| 2º Batalhão de Infantaria (Recife) 14º Batalhão de Infantaria (Recife) Fortificações do Brum, Itamaracá, do Buraco, Pau Amarelo, Gaibú, Nazareth e Tamandaré. |

| Comando das Armas da Província da Bahia |
| --- |
| 9º Batalhão de Infantaria (Salvador) 16º Batalhão de Infantaria (Salvador) Fortificações de São Paulo, Barbalho, Santo Alberto, São Diogo, Morro de São Paulo, Monte Serrat, São Lourenço, Santa Maria, São Marcelo e São Bartolomeu |

| Comando das Armas da Província do Pará                              |
| ------------------------------------------------------------------- |
| 15º Batalhão de Infantaria (Belém) Fortificações de Macapá e Óbidos |

| Comando das Armas da Província do Amazonas                                                       |
| ------------------------------------------------------------------------------------------------ |
| Fortificações de São Joaquim (rio Branco), São Gabriel (rio Negro) e Santo Antônio (rio Madeira) |

| Guarnições provinciais |
| --- |
| No Paraná: - 3ª Brigada do Exército (Curitiba) - 17º Batalhão de Infantaria (Curitiba) - 8º Regimento de Cavalaria (Curitiba) - 3º Regimento de Artilharia de Campanha (Curitiba) - Fortificações de Paranaguá e Ilha do Mel Em Santa Catarina: - Companhia isolada de infantaria (Florianópolis) - Fortificações de Santa Cruz, Ratones, São José, Santana e Barra Sul No Maranhão: - 5º Batalhão de Infantaria (São Luís) - Fortificações de Santo Antônio da Barra e São Luiz No Ceará: - 11º Batalhão de Infantaria (Fortaleza) - Fortificação de Assunção No Piauí: - Companhia isolada de infantaria (Teresina) Em Alagoas: - 26º Batalhão de Infantaria (Maceió) Na Paraíba: - 27º Batalhão de Infantaria (Paraíba) No Rio Grande do Norte: - Companhia isolada de infantaria (Natal) - Fortificação dos Reis Magos. Em Goiás: - 20º Batalhão de Infantaria (Goiás) No Espírito Santo: - Companhia isolada de infantaria (Vitória) Em São Paulo: - 10º Regimento de Cavalaria (São Paulo) - Fortificações de Santos e Bertioga Em Minas Gerais: - 9º Regimento de Cavalaria (Ouro Preto) |

### 1922
| 1ª Região Militar (Capital Federal, DF) |
| --- |
| 1ª Divisão de Infantaria (Capital Federal, DF) - 1ª Brigada de Infantaria (Vila Militar, DF) - 1º Regimento de Infantaria (Vila Militar, DF) - 2º Regimento de Infantaria (Vila Militar, DF) - 2ª Brigada de Infantaria (Vila Militar, DF) - 3º Regimento de Infantaria (Praia Vermelha, DF) - 1º Batalhão de Caçadores (Niterói, RJ) - 2º Batalhão de Caçadores (Petrópolis, RJ) - 3º Batalhão de Caçadores (Vila Velha, ES) - 1ª Brigada de Artilharia (Capital Federal, DF) - 1º Regimento de Artilharia Montada (Vila Militar, DF) - 2º Regimento de Artilharia Montada (Santa Cruz, DF) - 1º Regimento de Artilharia Pesada (São Cristóvão, DF) - 1º Regimento de Artilharia de Montanha (Campinho, DF) - 1º Regimento de Cavalaria Divisionária (São Cristóvão, DF) - 1º Batalhão de Engenharia (Vila Militar, DF) - 1ª Esquadrilha de Observação (Campo dos Afonsos, DF) - Tropa adida: - 15º Regimento de Cavalaria Independente (Vila Militar, DF) - 6º Regimento de Artilharia Pesada (de Exército) (Anchieta, DF) - 1ª Companhia Ferroviária (Deodoro, DF) - Companhia de Carros de Assalto (Vila Militar, DF) - Tropa especial: - 1ª Companhia de Estabelecimento (São Cristóvão, DF) - Companhia de Aviação (Campo dos Afonsos, DF) 1º Grupo de Artilharia de Costa (Fortaleza de Santa Cruz, RJ) 2º Grupo de Artilharia de Costa (Fortaleza de São João, DF) 1ª Bateria de Artilharia de Costa (Forte de Copacabana, DF) 2ª Bateria de Artilharia de Costa (Forte do Vigia, DF) 4ª Bateria de Artilharia de Costa (Forte da Laje, DF) 5ª Bateria de Artilharia de Costa (Forte de São Luís, RJ) 6ª Bateria de Artilharia de Costa (Forte Imbuí, RJ) 7ª Bateria de Artilharia de Costa (Forte Marechal Hermes, RJ) |

| 2ª Região Militar (São Paulo, SP) |
| --- |
| 2ª Divisão de Infantaria (São Paulo, SP) - 3ª Brigada de Infantaria (Piracicaba, SP) - 4º Regimento de Infantaria (Araraquara, SP) - 5º Regimento de Infantaria (Piracicaba, SP) - 4ª Brigada de Infantaria (Caçapava, SP) - 6º Regimento de Infantaria (Caçapava, SP) - 4º Batalhão de Caçadores (São Paulo, SP) - 5º Batalhão de Caçadores (Lorena, SP) - 6º Batalhão de Caçadores (Ipameri, GO) - 2ª Brigada de Artilharia (Itu, SP) - 3º Regimento de Artilharia Montada (Campinas, SP) - 4º Regimento de Artilharia Montada (Itu, SP) - 2º Regimento de Artilharia Pesada (São Paulo, SP) - 2º Regimento de Artilharia de Montanha (Jundiaí, SP) - 2º Regimento de Cavalaria Divisionária (Pirassununga, SP) - 2º Batalhão de Engenharia (São Paulo, SP) - 2ª Esquadrilha de Observação (São Paulo, SP) - Tropa adida: - 7º Regimento de Artilharia Pesada (de Exército) (Ipanema, SP) - 2ª Esquadrilha de Caça (São Paulo, SP) - 2ª Esquadrilha de Bombardeio (São Paulo, SP) 3º Grupo de Artilharia de Costa (Forte Itaipu, SP) |

| 3ª Região Militar (Porto Alegre, RS) |
| --- |
| 3ª Divisão de Infantaria (Porto Alegre, RS) - 5ª Brigada de Infantaria (Santa Maria, RS) - 7º Regimento de Infantaria (Santa Maria, RS) - 8º Regimento de Infantaria (Cruz Alta, RS) - 6ª Brigada de Infantaria (Porto Alegre, RS) - 9º Regimento de Infantaria (Rio Grande, RS) - 7º Batalhão de Caçadores (Porto Alegre, RS) - 8º Batalhão de Caçadores (São Leopoldo, RS) - 9º Batalhão de Caçadores (Caxias, RS) - 3ª Brigada de Artilharia (Cruz Alta, RS) - 5º Regimento de Artilharia Montada (Santa Maria, RS) - 6º Regimento de Artilharia Montada (Cruz Alta, RS) - 3º Regimento de Artilharia Pesada (Cachoeira, RS) - 3º Regimento de Artilharia de Montanha (Montenegro, RS) - 3º Regimento de Cavalaria Divisionária (Jaguarão, RS) - 3º Batalhão de Engenharia (Cacequi, RS) - 3ª Esquadrilha de Observação (Santa Maria, RS) 1ª Divisão de Cavalaria (Santiago, RS) - 1ª Brigada de Cavalaria (Santiago, RS) - 1º Regimento de Cavalaria Independente (Santiago, RS) - 2º Regimento de Cavalaria Independente (São Borja, RS) - 2ª Brigada de Cavalaria (Santo Ângelo, RS) - 3º Regimento de Cavalaria Independente (São Luiz, RS) - 4º Regimento de Cavalaria Independente (Santo Ângelo, RS) - 1º Grupo de Artilharia a Cavalo (São Borja, RS) - 4º Grupo de Artilharia a Cavalo (Santo Ângelo, RS) - 1º Batalhão de Infantaria Montada (Itaqui, RS) - 1º Esquadrão de Transmissões (Santiago, RS) 2ª Divisão de Cavalaria (Alegrete, RS) - 3ª Brigada de Cavalaria (Alegrete, RS) - 5º Regimento de Cavalaria Independente (Uruguaiana, RS) - 6º Regimento de Cavalaria Independente (Alegrete, RS) - 4ª Brigada de Cavalaria (Livramento, RS) - 7º Regimento de Cavalaria Independente (Livramento, RS) - 8º Regimento de Cavalaria Independente (Quaraí, RS) - 2º Grupo de Artilharia a Cavalo (Uruguaiana, RS) - 5º Grupo de Artilharia a Cavalo (Livramento, RS) - 2º Batalhão de Infantaria Montada (Rosário, RS) - 2º Esquadrão de Transmissões (Alegrete, RS) 3ª Divisão de Cavalaria (São Gabriel, RS) - 5ª Brigada de Cavalaria (São Gabriel, RS) - 9º Regimento de Cavalaria Independente (São Gabriel, RS) - 13º Regimento de Cavalaria Independente (Lavras, RS) - 6ª Brigada de Cavalaria (Bagé, RS) - 12º Regimento de Cavalaria Independente (Bagé, RS) - 14º Regimento de Cavalaria Independente (Dom Pedrito, RS) - 3º Grupo de Artilharia a Cavalo (Bagé, RS) - 6º Grupo de Artilharia a Cavalo (São Gabriel, RS) - 3º Batalhão de Infantaria Montada (São Gabriel, RS) - 3º Esquadrão de Transmissões (São Gabriel, RS) - Tropa adida: - Batalhão Ferroviário (São Pedro, RS) - 8º Regimento de Artilharia Pesada (de Exército) (Taquari, RS) - 1ª Esquadrilha de Caça e 1ª de Bombardeio (Alegrete, RS) - 2ª Esquadrilha de Bombardeio e 3ª de Caça (Taquari, RS) - Tropa especial: - 2ª Companhia de Estabelecimento (Porto Alegre, RS) |

| 4ª Região Militar (Juiz de Fora, MG) |
| --- |
| 4ª Divisão de Infantaria (Juiz de Fora, MG) - 7ª Brigada de Infantaria (Juiz de Fora, MG) - 10º Regimento de Infantaria (Juiz de Fora, MG) - 11º Regimento de Infantaria (São João Del-Rei, MG) - 8ª Brigada de Infantaria (Belo Horizonte, MG) - 12º Regimento de Infantaria (Belo Horizonte, MG) - 10º Batalhão de Caçadores (Ouro Preto, MG) - 11º Batalhão de Caçadores (Diamantina, MG) - 12º Batalhão de Caçadores (Curvelo, MG) - 4ª Brigada de Artilharia (Pouso Alegre, MG) - 7º Regimento de Artilharia Montada (Juiz de Fora, MG) - 8º Regimento de Artilharia Montada (Pouso Alegre, MG) - 4º Regimento de Artilharia Pesada (Uberaba, MG) - 4º Regimento de Artilharia de Montanha (Oliveira, MG) - 4º Regimento de Cavalaria Divisionária (Três Corações, MG) - 4º Batalhão de Engenharia (Itajubá, MG) - 4ª Esquadrilha de Observação (Juiz de Fora, MG) |

| 5ª Região Militar (Salvador, BA) |
| --- |
| 5ª Divisão de Infantaria (Curitiba, PR) - 19º Batalhão de Caçadores (Salvador, BA) - 20º Batalhão de Caçadores (Maceió, AL) - 28º Batalhão de Caçadores (Aracaju, SE) |

| 6ª Região Militar (Recife, PE) |
| --- |
| 5ª Divisão de Infantaria (Curitiba, PR) - 21º Batalhão de Caçadores (Recife, PE) - 22º Batalhão de Caçadores (Paraíba, PB) - 23º Batalhão de Caçadores (Fortaleza, CE) - 29º Batalhão de Caçadores (Natal, RN) |

| 7ª Região Militar (Belém, PA) |
| --- |
| 5ª Divisão de Infantaria (Curitiba, PR) - 24º Batalhão de Caçadores (São Luíz, MA) - 25º Batalhão de Caçadores (Teresina, PI) - 26º Batalhão de Caçadores (Belém, PA) - 27º Batalhão de Caçadores (Manaus, AM) 4º Grupo de Artilharia de Costa (Forte de Óbidos, PA) |

| 2ª Circunscrição Militar (Curitiba, PR) |
| --- |
| 5ª Divisão de Infantaria (Curitiba, PR) - 13º Batalhão de Caçadores (Joinville, SC) - 14º Batalhão de Caçadores (Florianópolis, SC) - 15º Batalhão de Caçadores (Curitiba, PR) - 5º Regimento de Cavalaria Divisionária (Castro, PR) - 9º Regimento de Artilharia Montada (Curitiba, PR) - 10º Regimento de Artilharia Montada (Rio Negro, PR) - 5º Regimento de Artilharia Pesada (Ponta Grossa, PR) - 5º Grupo de Artilharia de Montanha (Guarapuava, PR) - 5º Batalhão de Engenharia (Curitiba, PR) - 5ª Esquadrilha de Observação (Porto União, SC) 3ª Bateria de Artilharia de Costa (Forte Marechal Moura, SC) 8ª Bateria de Artilharia de Costa (Forte Marechal Luz, SC) |

| 4ª Circunscrição Militar (Cuiabá, MT) |
| --- |
| Brigada Mista - 16º Batalhão de Caçadores (Cuiabá, MT) - 17º Batalhão de Caçadores (Corumbá, MT) - 18º Batalhão de Caçadores (Campo Grande, MT) - 10º Regimento de Cavalaria Independente (Bela Vista, MT) - 11º Regimento de Cavalaria Independente (Ponta Porã, MT) - Regimento de Artilharia Mista (Campo Grande, MT) - 6º Batalhão de Engenharia (Aquidauana, MT) - Esquadrilha Mista de Observação (Campo Grande, MT) 5º Grupo de Artilharia de Costa (Forte Coimbra, MT) |

### Citações
1. ↑  Bento 1989, p. 17 e 20.
2. ↑  McCann 2009, p. 264.
3. ↑  Sena 1995, p. 26.
4. 1 2  Pedrosa 2022, p. 366.
5. 1 2 3  Svartman 2012, p. 285.
6. ↑  Rodrigues 2007, p. 1-2.
7. ↑  Rodrigues 2020, p. 53.
8. 1 2  Rodrigues 2020, p. 54-55.
9. ↑  Rodrigues 2007, p. 2.
10. ↑  Pedrosa 2022, p. 366-367.
11. ↑  McCann 2009, p. 236.
12. 1 2  Pedrosa 2018, p. 63-68.
13. 1 2  Pedrosa 2020.
14. ↑  Pedrosa 2018, p. 135.
15. 1 2 3 4  Barroso 1938, p. 88.
16. ↑  Magalhães 1998, p. 318.
17. 1 2  Pedrosa 2022, p. 368.
18. 1 2  Ministério da Guerra 1909, p. 147-156, Anexo B, Portaria de 28 de novembro de 1908.
19. 1 2  Souza 2018, p. 88.
20. 1 2  BRASIL, Lei nº 1.860, de 1908. Regula o alistamento e sorteio militar e reorganiza o Exercito.
21. ↑  Castro, s/d.
22. ↑  Barroso 1938, p. 90-91.
23. ↑  Pedrosa 2022, p. 373-374.
24. 1 2  Pedrosa 2018, p. 137.
25. ↑  Pedrosa 2022, p. 375.
26. ↑  Pedrosa 2022, p. 368-370.
27. ↑  Savian 2023, p. 45-46.
28. ↑  Souza 2018, p. 90-91.
29. 1 2  Pedrosa 2018, p. 162-186.
30. ↑  Pedrosa 2018, p. 146.
31. ↑  Bento 1989, p. 20.
32. 1 2 3  BRASIL, Decreto nº 431, de 2 de Julho de 1891. Divide em sete districtos militares o territorio da Republica e extingue os logares de commandante de armas e de brigada.
33. ↑  Pedrosa 2022, p. 367.
34. ↑  Magalhães 1998, p. 325-326.
35. ↑  Pedrosa 2022, p. 369.
36. ↑  Pedrosa 2018, p. 135-137.
37. ↑  Pedrosa 2022, p. 367-369.
38. ↑  Pedrosa 2022, p. 370 e 386.
39. ↑  Moura 2013, p. 292.
40. ↑  McCann 2009, p. 190.
41. ↑  McCann 2009, p. 226.
42. ↑  McCann 2009, p. 144.
43. ↑  McCann 2009, p. 188.
44. 1 2  Pedrosa 2018, p. 136-137.
45. ↑  Pedrosa 2022, p. 370.
46. ↑  McCann 2009, p. 225.
47. ↑  McCann 2009, p. 263.
48. ↑  EsAO, s/d.
49. ↑  Pedrosa 2022, p. 376.
50. ↑  McCann 2009, p. 272 e 281.
51. ↑  McCann 2009, p. 448.
52. ↑  Pedrosa 2022, p. 374-375.
53. ↑  Assunção 2022.
54. ↑  Pedrosa 2022, p. 377.
55. ↑  Magalhães 1998, p. 361.
56. ↑  BRASIL, Decreto-lei nº 609, de 10 de agosto de 1938. Organiza os Comandos das Armas e dá outras providências.
57. ↑  BRASIL, Decreto nº 6.971, de 4 de junho de 1908. Organiza as grandes unidades e os quadros dos officiaes do exercito e dá outras providencias.
58. 1 2  BRASIL, Decreto 11.497, de 23 de fevereiro de 1915.  Faz a remodelação do Exercito Nacional.
59. 1 2  BRASIL, Decreto nº 15.235, de 31 de dezembro de 1921. Organiza o Exercito activo em tempo de paz.
60. ↑  AHEx 2020, p. 376-377.
61. ↑  AHEx 2020, p. 403-406.
62. 1 2  Bento 1989, p. 17-23.
63. 1 2  Ferreira 2014, p. 60-61.
64. ↑  Magalhães 1998, p. 312-313.
65. 1 2  Ferreira 2014, p. 65.
66. ↑  Faria 2015, p. 367.
67. ↑  Souza 2018, p. 94-95.
68. ↑  Magalhães 1998, p. 324.
69. ↑  Savian 2023, p. 44, 279.
70. 1 2  Magalhães 1998, p. 339.
71. ↑  AHEx 2020, p. 416-417.
72. ↑  AHEx 2020, p. 418-420.
73. ↑  BRASIL, Decreto nº 13.916, de 11 de dezembro de 1919.Substitue os decretos ns. 13.651 e 13.652, de 18 de junho e 13.674,de 2 de julho e 13.765, de 17 de setembro, todos de 1919: altera a divisão territorial e a organização das divisões de exercito; crêa unidades e serviços, e rerganiza a artilharia de costa.
74. ↑  Savian 2023, p. 337-342.
75. ↑  Ministério da Guerra 1922, p. 64-70 e 83-91, Anexo A, anexos ao decreto 15.235 (p. 40).